# 考卡副牙脂鯉
考卡副牙脂鯉（学名：Parodon caliensis）為輻鰭魚綱脂鯉目脂鯉亞目下口半脂鯉科的其中一個種，分布於南美洲Cauca河流域，體長可達13公分，棲息在河川底中層水域，生活習性不明。